# Hollywood (película de 1923)
Hollywood es una película de género comedia muda de 1923 dirigida por James Cruze, coescrita por Frank Condon y Thomas J. Geraghty, y distribuida por Paramount Pictures. La película es una continuación del cortometraje A Trip to Paramountown de 1922.
La película fue famosa por hacer más de 30 cameos de varios actores de Hollywood. Sin embargo, la película se considera perdida.

## Trama
Angela Whitaker (Hope Drown) es una joven que llega a Hollywood para trabajar como actriz, y lleva a su abuelo, Joel Whitaker (Luke Cosgrave). Al final, ella no puede encontrar trabajo, pero su abuelo sí.

## Protagonistas
- Hope Drown como Angela Whitaker
- Luke Cosgrave como Joel Whitaker

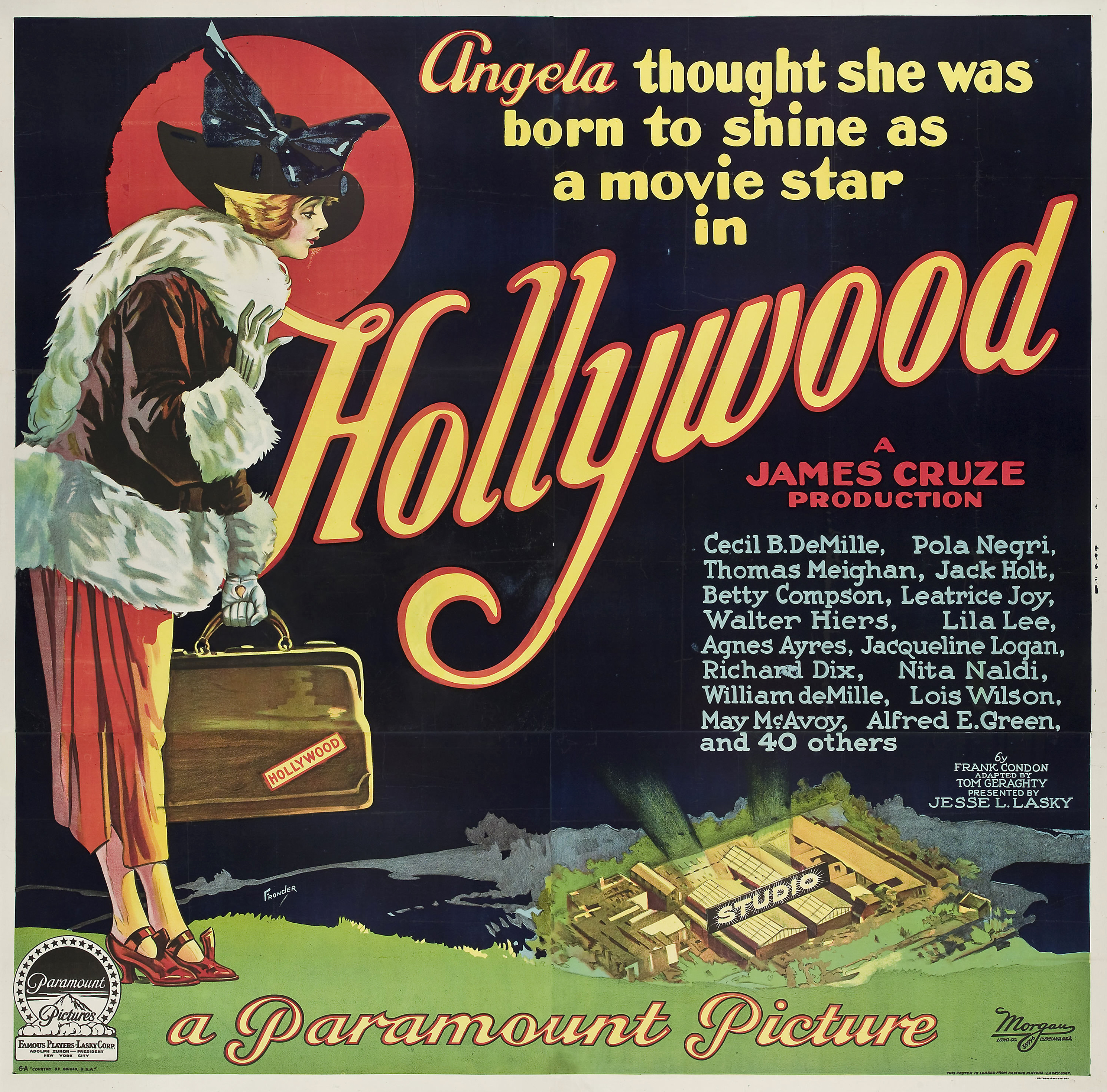
Six-sheet poster for Hollywood

- George K. Arthur como Lem Lefferts
- Ruby Lafayette como la abuela Whitaker
- Harris Gordon como Dr. Luke Morrison
- Bess Flowers como Hortense Towers
- Eleanor Lawson como Margaret Whitaker
- King Zany como Horace Pringle

### Cameos
- Roscoe 'Fatty' Arbuckle
- Gertrude Astor
- Mary Astor
- Agnes Ayres
- Baby Peggy
- Noah Beery
- William Boyd
- Charles Chaplin
- Edythe Chapman
- Betty Compson
- Ricardo Cortez
- Bebe Daniels
- Cecil B. DeMille
- William C. deMille
- Charles de Rochefort
- Douglas Fairbanks Sr.
- Dot Farley
- James Finlayson
- Sid Grauman
- Alan Hale, Sr.
- Hope Hampton
- William S. Hart
- Jack Holt
- Leatrice Joy
- J. Warren Kerrigan
- Lila Lee
- Jacqueline Logan
- Jeanie Macpherson
- May McAvoy
- Robert McKim
- Thomas Meighan
- Bull Montana
- Owen Moore
- Nita Naldi
- Pola Negri
- Anna Q. Nilsson
- Charles Ogle
- Guy Oliver
- Jack Pickford
- Mary Pickford
- ZaSu Pitts
- Wallace Reid
- Charles Reisner
- Fritzi Ridgeway
- Dean Riesner
- Will Rogers
- Ford Sterling
- Anita Stewart
- Gloria Swanson
- Estelle Taylor
- Ben Turpin
- Bryant Washburn
- Laurence Wheat
- Lois Wilson